# Woodbury (Connecticut)
Pour les articles homonymes, voir Woodbury.
Woodbury est une ville située dans le comté de Litchfield, dans l'État du Connecticut (États-Unis). Selon le recensement de 2010, Woodbury avait une population totale de 9 975 habitants.

## Géographie
Selon le Bureau du recensement des États-Unis, la superficie de la ville est de 36,64 milles carrés (94,9 km2), dont 36,40 milles carrés (94,28 km2) de terres et 0,24 milles carrés (0,62 km2) de plans d'eau (soit 0,74 %).
Woodbury Center est une census-designated place située à Woodbury. Selon le recensement de 2010, Woodbury Center avait une population totale de 1 294 habitants. Selon le Bureau du recensement des États-Unis, sa superficie est de 1,94 milles carrés (5,02 km2).

## Histoire
La ville a été fondée en 1672.[réf. nécessaire]
Woodbury devient une municipalité en 1673. Appelée Pomperaug par les amérindiens, la ville doit son nom actuel aux bois (en anglais : woods) qui couvraient son territoire.

## Démographie
D'après le recensement de 2000, il y avait 9 198 habitants, 3 715 ménages, et 2 574 familles dans la ville. La densité de population était de 97,4 hab/km2. Il y avait 3 869 maisons avec une densité de 41,0 maisons/km2. La décomposition ethnique de la population était : 97,25 % blancs ; 0,53 % noirs ; 0,22 % amérindiens ; 1,15 % asiatiques ; 0,07 % natifs des îles du Pacifique ; 0,22 % des autres races ; 0,57 % de deux ou plus races. 1,65 % de la population était hispanique ou Latino de n'importe quelle race.
Il y avait 3 715 ménages, dont 31,4 % avaient des enfants de moins de 18 ans, 58,9 % étaient des couples mariés, 8,0 % avaient une femme qui était parent isolé, et 30,7 % étaient des ménages non-familiaux. 25,4 % des ménages étaient constitués de personnes seules et 8,7 % de personnes seules de 65 ans ou plus. Le ménage moyen comportait 2,48 personnes et la famille moyenne avait 2,99 personnes.
Dans la ville la pyramide des âges était 24,0 % en dessous de 18 ans, 4,4 % de 18 à 24, 29,3 % de 25 à 44, 29,3 % de 45 à 64, et 13,0 % qui avaient 65 ans ou plus. L'âge médian était 41 ans. Pour 100 femmes, il y avait 95,3 hommes. Pour 100 femmes de 18 ans ou plus, il y avait 91,8 hommes.
Le revenu médian par ménage de la ville était 68 322 dollars US, et le revenu médian par famille était $82 641. Les hommes avaient un revenu médian de $53 246 contre $35 298 pour les femmes. Le revenu par habitant de la ville était $37 903. 4,5 % des habitants et 2,3 % des familles vivaient sous le seuil de pauvreté. 4,9 % des personnes de moins de 18 ans et 6,3 % des personnes de plus de 65 ans vivaient sous le seuil de pauvreté.
| 1820  | 1850  | 1860  | 1870  | 1880  | 1890  |
| ----- | ----- | ----- | ----- | ----- | ----- |
| 1 885 | 2 150 | 2 037 | 1 931 | 2 149 | 1 815 |

| 1900  | 1910  | 1920  | 1930  | 1940  | 1950  |
| ----- | ----- | ----- | ----- | ----- | ----- |
| 1 988 | 1 860 | 1 698 | 1 744 | 1 998 | 2 564 |

| 1960  | 1970  | 1980  | 1990  | 2000  | 2010  |
| ----- | ----- | ----- | ----- | ----- | ----- |
| 3 910 | 5 869 | 6 942 | 8 131 | 9 198 | 9 975 |